# Zellerfelder Kunstgraben

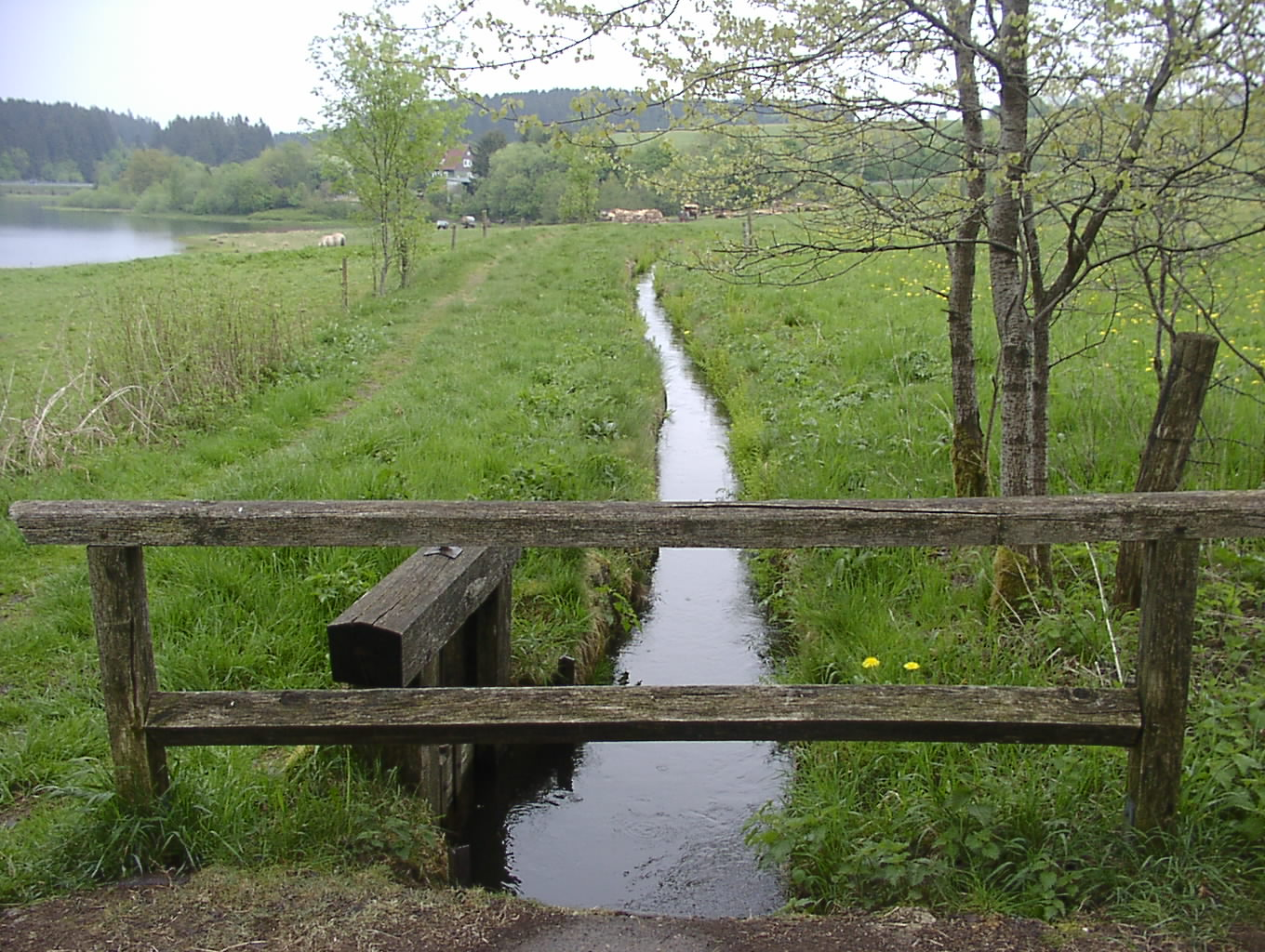
Zellerfelder Kunstgraben im Bereich des Stadtweger Teiches

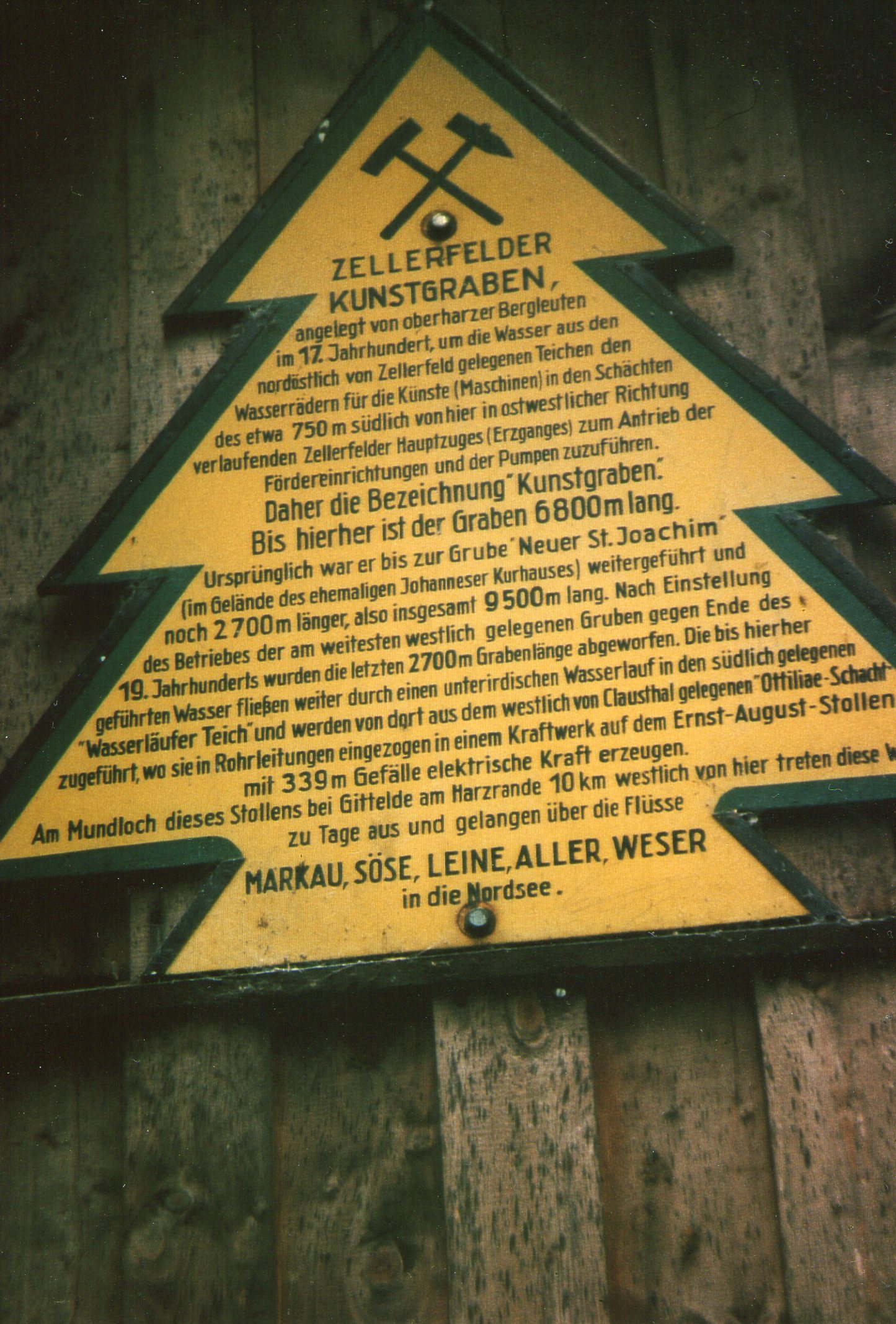
Dennert-Tanne 145 am sogenannten Teilerhaus

Der Zellerfelder Kunstgraben ist ein künstlich angelegter Graben im Oberharz und Bestandteil des Oberharzer Wasserregals. Seine Hauptaufgabe war die Wasserversorgung der Gruben des mittleren Zellerfelder Gangzuges.

## Geschichte und Verlauf
Um die Gruben des Zellerfelder Gangzuges mit ausreichend Aufschlagwasser zu versorgen, legte man den Zellerfelder Kunstgraben vor 1673 an. Der Graben führte sein Wasser einer sogenannten Teilung am Einlaufmundloch des Winterwieser Wasserlaufes zu. Von dort konnte es entweder in Richtung Süden durch den Winterwieser Wasserlauf zunächst unterirdisch und anschließend über einen teils abgedeckten Graben zum Mittleren Zechenteich geleitet werden, der es der Grube Regenbogen zuführen konnte. Alternativ bestand die Möglichkeit, das Wasser weiter in Richtung Westen der Grube Joachim zuzuführen.
Mitte des 19. Jahrhunderts hatte der weitgehend höhenlinienparallel verlaufende Graben eine Gesamtlänge von 4867 Lachtern (9363 Meter), wovon 550 Meter zum Winterwieser Wasserlauf zählten. Sein Wasser bezog er vor allem aus dem Spiegelbach sowie aus der Schalke; es konnte im Mittleren Kellerhalsteich (1724) sowie vor allem im Kiefhölzer Teich (vor 1671) zwischengespeichert werden.
Ende des 19. Jahrhunderts wurde das 2700 Meter lange Teilstück bis zur Grube Joachim (resp. Neuer St. Joachim) abgeworfen, nachdem der Betrieb bei den am weitesten westlich gelegenen Gruben eingestellt worden war. Die Gesamtlänge betrug dann noch etwa 6800 Meter.
Nach Stilllegung des Bergbaus in Zellerfeld im Jahr 1930 wurde das Wasser des Grabens ab 1940 über eine Rohrleitung durch das Zellerfelder Tal geführt und dem Ottiliae-Schacht zugeleitet, wo sich bis 1980 in etwa 360 Meter Teufe ein Wasserkraftwerk befand. 1944 verlängerte man seine Wassergewinnung weiter nach Norden, indem man eine Verbindung über Rohrleitungen, Wasserläufe und teilweise neuen Gräben vom Oberen Grumbacher Teich bis zum Beginn des Zellerfelder Kunstgrabens am Mittleren Kellerhalsteich neu erstellte. Diese Strecke war unter Nutzung vorhandener Bauwerke, größtenteils aber mit Umkehr der Fließrichtung bis 1980 in Betrieb. Das im Kraftwerk Ottiliae-Schacht genutzte Wasser floss dann über den Ernst-August-Stollen an den Harzrand ab.
Im Rahmen der Unterhaltung des Oberharzer Wasserregals wird der Zellerfelder Kunstgraben auch heute noch auf der Strecke zwischen Kiefhölzer Teich und Winterwieser Wasserlauf von den Harzwasserwerken betrieben und mit Wasser beaufschlagt. Die hydraulische Leistungsfähigkeit des Grabens beträgt etwa 200 Liter pro Sekunde. Das mittlere Gefälle zwischen dem Mittleren Kellerhalsteich und dem Einlauf in den Winterwieser Wasserlauf beträgt etwa 1,65 ‰; dies entspricht einem Höhenunterschied von 1,65 Meter pro Kilometer.

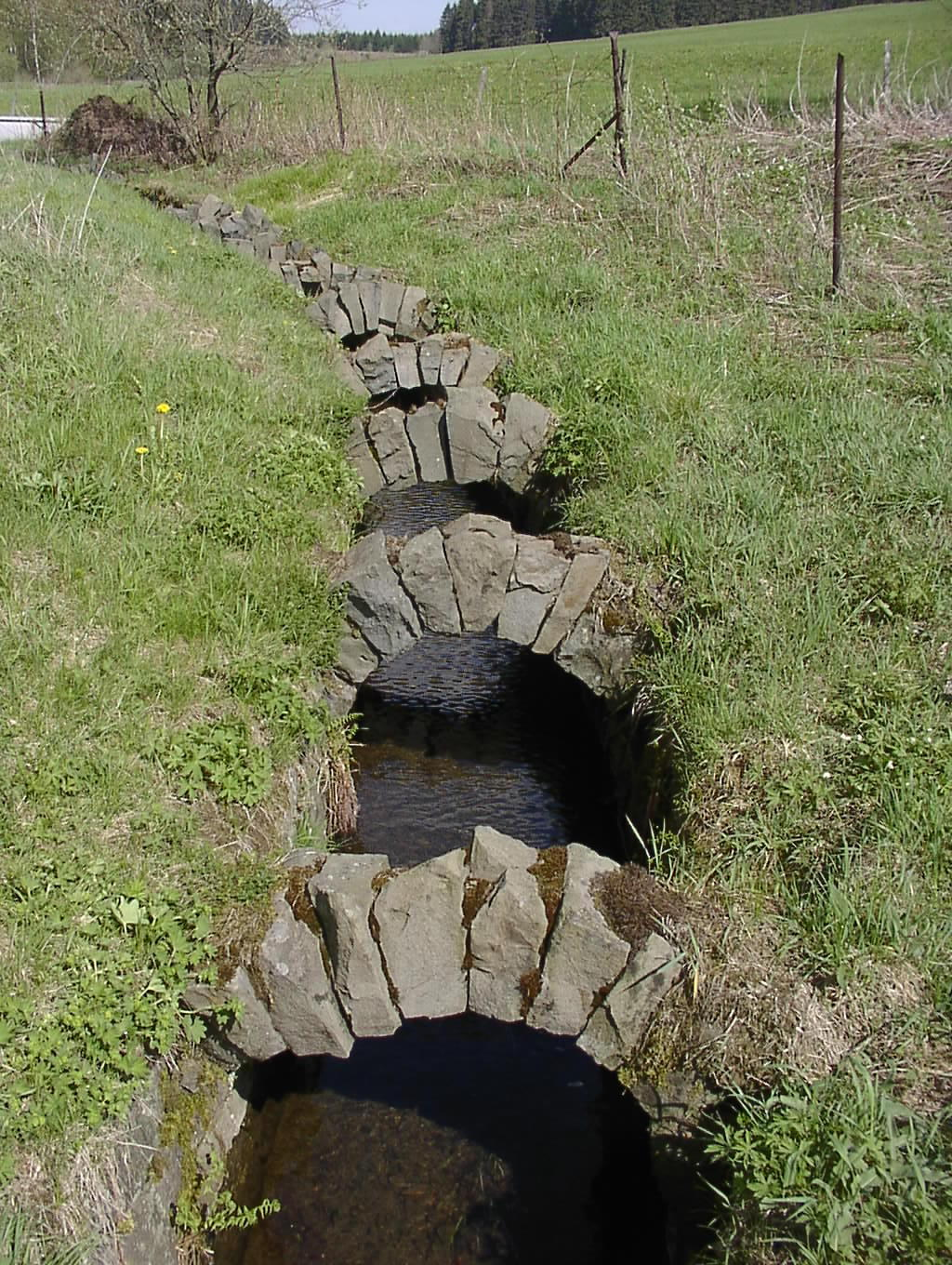
Gewölbebögen über dem Zellerfelder Kunstgraben

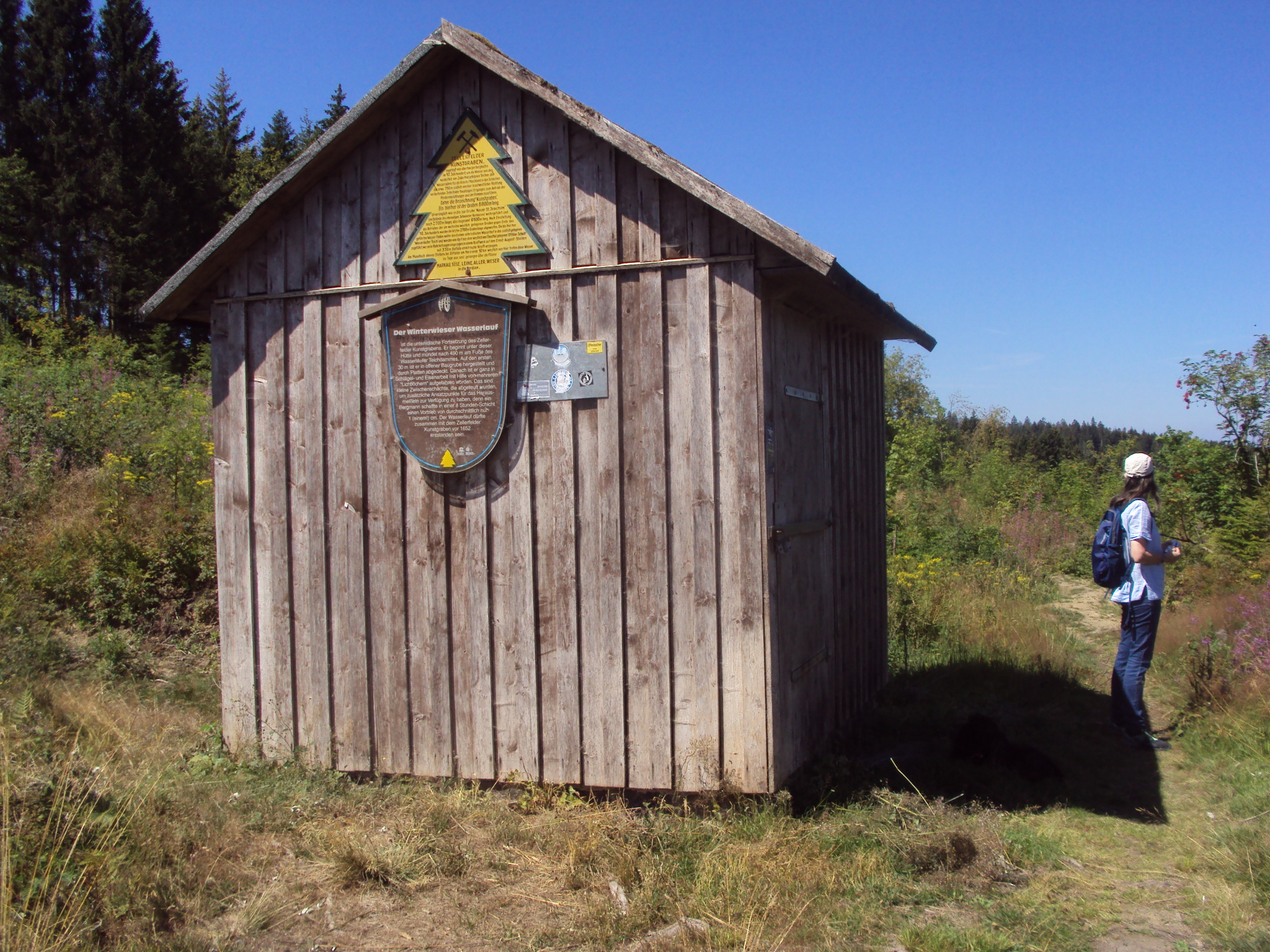
„Teilerhaus“ am Ende des Zellerfelder Kunstgrabens

## Gewölbebögen
Markant sind im Bereich der Straßenmeisterei südöstlich des Stadtweger Teiches die Gewölbebögen über dem Graben. Diese Bögen aus Grauwacke-Natursteinen hat es bis zum Beginn des 20. Jahrhunderts an wesentlich mehr Gräben gegeben. Sie dienten als Auflager für eine Abdeckung des Grabens im Winter, die als Frostschutz wirken sollte. An vielen Gräben sind aber zumindest beiderseits die Kämpfersteine zu erkennen, die im Abstand von etwa 2,5 Metern im Trockenmauerwerk eingebaut sind.